# Memoriał Janeza Poldy
Memoriał Janeza Poldy (ang. Janez Polda Memorial) były to konkursy skoków narciarskich organizowane od 1965 do 1978 w Planicy w ramach zawodów FIS (FIS Race). Odbyło się 8 edycji memoriału poświęconego pamięci Janeza Poldy, w których za każdym razem zwyciężał inny zawodnik.

## Medaliści Memoriału Janeza Poldy (skoki narciarskie)
| Data                                                | 1. miejsce            | Państwo        | 2. miejsce          | Państwo        | 3. miejsce       | Państwo        |
| --------------------------------------------------- | --------------------- | -------------- | ------------------- | -------------- | ---------------- | -------------- |
| Zawody organizowane w ramach zawodów FIS (FIS Race) |                       |                |                     |                |                  |                |
| 19.03.1978                                          | Peter Leitner         | RFN            | Bogdan Norčič       | Jugosławia     | Marko Mlakar     | Jugosławia     |
| 21.03.1976                                          |                       |                |                     |                |                  |                |
| 13.04.1974                                          | Willi Pürstl          | Austria        | Bogdan Norčič       | Jugosławia     | Rudolf Wanner    | Austria        |
| 23-24.03.1973                                       | Walter Steiner        | Szwajcaria     | Heinz Wosipiwo      | NRD            | Josef Matouš     | Czechosłowacja |
| 28.03.1971                                          | Hans-Georg Aschenbach | NRD            | Walter Steiner      | Szwajcaria     | Peter Štefančič  | Jugosławia     |
| 22.03.1970                                          | Władimir Smirnow      | ZSRR           | Aleksandr Iwannikow | ZSRR           | Reinhold Bachler | Austria        |
| 24.03.1968                                          | Jiří Raška            | Czechosłowacja | Josef Matouš        | Czechosłowacja | Willi Schuster   | Austria        |
| 26.03.1967                                          | Reinhold Bachler      | Austria        | Horst Queck         | NRD            | Peter Lesser     | NRD            |
| 07.03.1965                                          | Dieter Müller         | NRD            | Helmut Wegscheider  | RFN            | Dieter Bokeloh   | NRD            |

## Najwięcej razy na podium podczas Memoriału Janeza Poldy
| Miejsce | Imię i nazwisko       | Państwo        | 1. miejsca | 2. miejsca | 3. miejsca | Razem |
| ------- | --------------------- | -------------- | ---------- | ---------- | ---------- | ----- |
| 1.      | Walter Steiner        | Szwajcaria     | 1          | 1          | 0          | 2     |
| 2.      | Reinhold Bachler      | Austria        | 1          | 0          | 1          | 2     |
| 3.      | Dieter Müller         | NRD            | 1          | 0          | 0          | 1     |
|         | Jiří Raška            | Czechosłowacja | 1          | 0          | 0          | 1     |
|         | Władimir Smirnow      | ZSRR           | 1          | 0          | 0          | 1     |
|         | Hans-Georg Aschenbach | NRD            | 1          | 0          | 0          | 1     |
|         | Willi Pürstl          | Austria        | 1          | 0          | 0          | 1     |
|         | Peter Leitner         | RFN            | 1          | 0          | 0          | 1     |
| 9.      | Bogdan Norčič         | Jugosławia     | 0          | 2          | 0          | 2     |
| 10.     | Josef Matouš          | Czechosłowacja | 0          | 1          | 1          | 2     |
| 11.     | Helmut Wegscheider    | RFN            | 0          | 1          | 0          | 1     |
|         | Horst Queck           | NRD            | 0          | 1          | 0          | 1     |
|         | Aleksandr Iwannikow   | ZSRR           | 0          | 1          | 0          | 1     |
|         | Heinz Wosipiwo        | NRD            | 0          | 1          | 0          | 1     |
| 15.     | Dieter Bokeloh        | NRD            | 0          | 0          | 1          | 1     |
|         | Peter Lesser          | NRD            | 0          | 0          | 1          | 1     |
|         | Willi Schuster        | Austria        | 0          | 0          | 1          | 1     |
|         | Peter Štefančič       | Jugosławia     | 0          | 0          | 1          | 1     |
|         | Rudolf Wanner         | Austria        | 0          | 0          | 1          | 1     |
|         | Marko Mlakar          | Jugosławia     | 0          | 0          | 1          | 1     |